# Jazzsick Records
Jazzsick Records (Eigenschreibung JazzSick Records) ist ein unabhängiges deutsches Jazzlabel, das die Musiker Alex Gunia und Philipp van Endert gründeten.

## Geschichte
Das Label wurde 2001 in Düsseldorf gegründet. Dort erschienen neben Tonträgern der Gründer Alben von Musikern wie Brigitte Angershausen, Peter Baumgärtner, Richie Beirach, Maxime Bender, Esther Berlansky, Franz von Chossy, Roger Cicero, Christine Corvisier, Lajos Dudas, Wolfgang Engstfeld. Axel Fischbacher, Sebastian Gahler, Matthias Goebel, Roger Hanschel, Anne Hartkamp, Stefan Heidtmann, Hartmut Kracht, Inga Lühning, Oliver Maas, Stephan Mattner, Angelika Niescier, Christian Pabst, François de Ribaupierre, Rupert Stamm,  Thomas Rückert, Steffen Schorn, Bernie Senensky, Jarry Singla, Peter Weiss und Reiner Witzel. Mit mehr als hundert Veröffentlichungen deckt Jazzsick Records ein breites Spektrum verschiedener Jazzstile ab, von Avantgarde Jazz bis Fusion. Das Album Assi Ghat des Trio Benares kam im 3. Quartal 2016 „als eine der künstlerisch herausragenden Neuveröffentlichungen des Tonträgermarktes“ auf die Bestenliste vom Preis der deutschen Schallplattenkritik.
Die Labelbetreiber sind seit 2007 André Nendza und Philipp van Endert. Ergänzt wird das Tonträgerunternehmen seit 2016 durch jazzsick.booking, das eine Plattform zu den Konzertveranstaltern darstellt.